# Serra de Rastell
La Serra de Rastell és una serra situada al municipi de Roquetes (Baix Ebre), amb una elevació màxima de 1.440,6 metres.
Aquesta serra és part del massís dels Ports de Tortosa-Beseit.